# 민지연
민지연(1986년 2월 26일 ~ )은 대한민국 2006 미스 서울 미(美) 출신 여자 모델이다.

## 이력

### 주요 이력
서울에서 출생하였으며 지난날 한때 인천에서 잠시 유아기를 보낸 적이 있고 그 후 대전에서 잠시 유년기를 보낸 적이 있는 그녀는 2006 미스코리아 서울 미(美)에 입상하였다.

### 주요 경력
- 2006 미스코리아 서울 美

### 학력
- 한국과기대 바이오시스템학과(부전공: 산업디자인학) 학사
- 한국과기원 산업공학과 공학석사 수료

### 이외 이력
- 경기도 시흥시 시청 예하 말단 공무원(2009년 12월 ~ 2011년 5월)
- 대통령실 산업과학특보행정관(2012년 2월 29일 ~ 2012년 5월 31일)
- 환경부 차관 예하 의전행정비서관 직무대리(2012년 6월 15일 ~ 2012년 8월 29일)
- 대경대 모델학과 겸임교수(2013년 8월 ~ 2014년 2월)
- 두원공과대 모델학과 겸임교수